# Меллунмякі (квартал)
Меллунмякі (фін. Mellunmäki, швед. Mellungsbacka) — квартал району Меллункюля у Східному Гельсінкі, Фінляндія. Населення — 8 512 осіб, площа — 2,23 км².
Терен кварталу у складі Гельсінкі з 1946. Забудова кварталу була розпочата в 1968 році. 
Центр громадського перевезення — станція метро Меллунмякі.
Через квартал прямує кільцева автодорога І.

## Посилання

Меллунмякі на мапі Гельсінкі
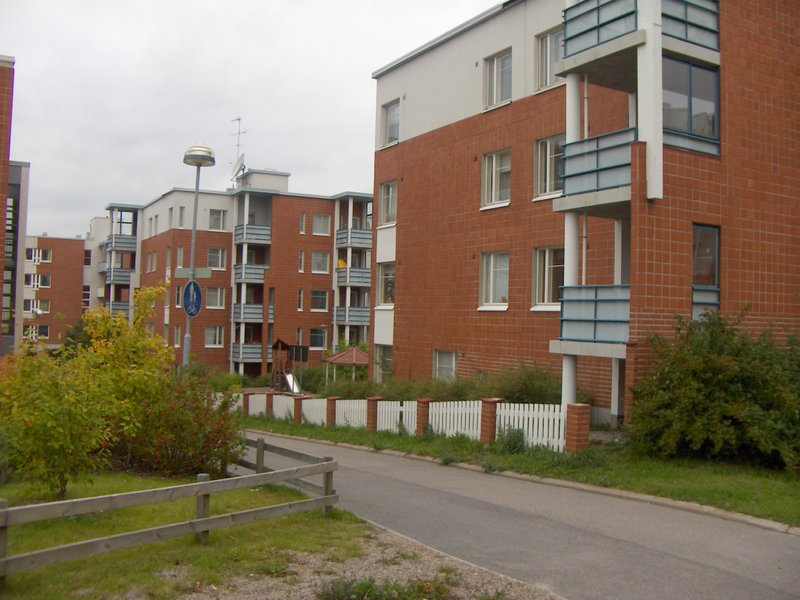
Звичайний вигляд житлового сектору у Меллунмякі
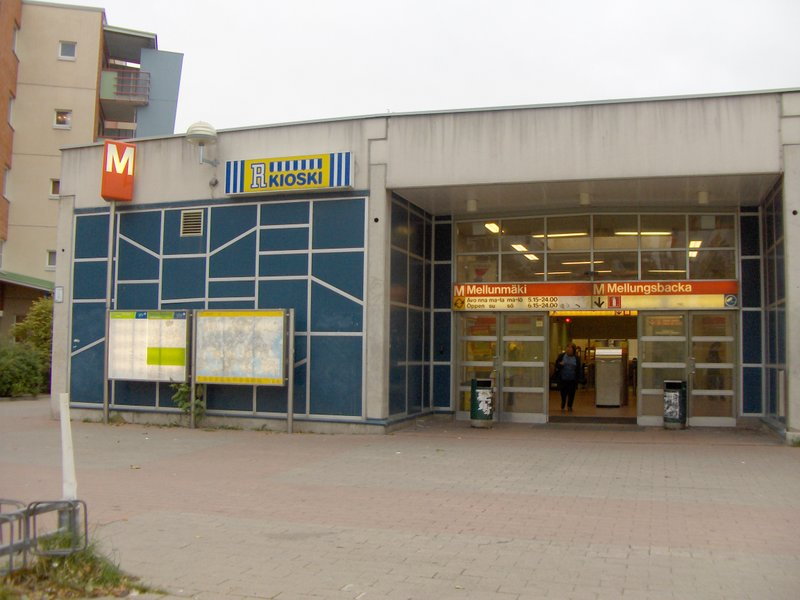
Наземний вестибуль станції Меллунмякі